# Gennaro Petrone
Gennaro Petrone (Napoli, 19 aprile 1958 – Napoli, 5 maggio 2014) è stato un musicista e compositore italiano.

## Biografia
Nasce a Napoli, ma cresce a San Giorgio a Cremano. Gennaro inizia la sua carriera di mandolinista, mandoloncellista, chitarrista e cantante nel 1977 nell'ambito della musica popolare con artisti come i Masaniello, Nuova Compagnia, Roberto De Simone. 
Successivamente fonda, nel 1981, i Popularia, settetto di musicisti napoletani influenzato tanto dal Jazz quanto dal Rock ma saldato alle radici della cultura classica e folk tradizionale, con i quali realizza nel corso degli anni quattro album e partecipa nel 1983 al Montreux Jazz Festival.
Nel 1985 incontra la concertista Dorina Frati, grazie alla quale apprende la letteratura classica del mandolino; segue i corsi tenuti dal maestro bresciano Ugo Orlandi (virtuoso e docente di mandolino), conosce i suoi allievi napoletani e, con essi, fonda l'Associazione Mandolinistica Napoletana diventandone il presidente, nel 1987. Questa profonda passione per il suo strumento lo porta a prendere parte a diverse formazioni da camera come il Mandolin Ensemble, l'Orchestra a Plettro (dedita alla diffusione della letteratura mandolinistica), il Quartetto Plectrum (con il quale vince, nel 1992, il 1º premio al Concorso cameristico Le Camenae D'Oro), il Quintetto Vesuviano (con il quale nel 2005 torna a vincere il medesimo concorso), i 4MandoliNaples (con i quali realizza un album), il Quartetto Calace (con il quale accompagna diversi cantanti dell'area napoletana).
La sua carriera di musicista lo vede attivo sia in gruppo che da solista ad una serie di collaborazioni per vari progetti discografici, colonne sonore e lavori teatrali, con alcuni dei maggiori artisti italiani ed esteri come Musicanova, Roberto Murolo, Pino Daniele, Tony Esposito, Tullio De Piscopo, Enzo Gragnaniello, Mario Merola, Blue Stuff, Don Moye, Billy Cobham, Ray Charles, Giorgia, Lina Wertmüller, Coop teatrale Gli Ipocriti, fino alle esperienze più recenti e di successo de l'Orchestra Italiana di Renzo Arbore, di cui rimane uno dei componenti fissi fin dalla sua fondazione nel 1991, poi seguita dall'Orchestra NapoliOpera, nel 1999, composta da musicisti provenienti dalla medesima Orchestra Italiana e con la quale incide anche per L'Enciclopedia del pop-rock napoletano.
Nel 2008 si laurea in composizione multimediale presso il Conservatorio Giuseppe Martucci di Salerno.
Il 5 maggio 2014 muore a causa di una grave malattia.

## Discografia

### Popularia
- 1984 - Popularia
- 1985 - Barra
- 1995 - Popularia 82/95
- 2003 - Cammell'

### L'Orchestra Italiana
- 1992 - Napoli. Punto e a capo
- 1993 - Napoli due punti. E a capo
- 1995 - Napoli: punto esclamativo! Internescional uei!
- 1996 - Pecché nun ce ne jammo in America?
- 1998 - Sud (s)
- 2006 - Renzo Arbore l'Orchestra Italiana at Carnegie Hall New York
- 2008 - Diciottanni di... canzoni napoletane (...quelle belle)
- 2008 - Vinylarbore - Renzo Arbore - L'Orchestra Italiana

### Pino Daniele
- 2001 - I concerti live @ RTSI (registrazione del 1983, album live)

### Altro
- 2003 - Suoni (con i Napoli Opera, pubblicato in allegato all'Enciclopedia del Pop Rock Napoletano di Renato Marengo e Michael Pergolani)
- 2005 - Mandolin Ensemble (Associazione Mandolinistica Napoletana)
- 2011 - Il Fuoco Dentro (con Massimo Cecchetti)